# Janischsiedlung

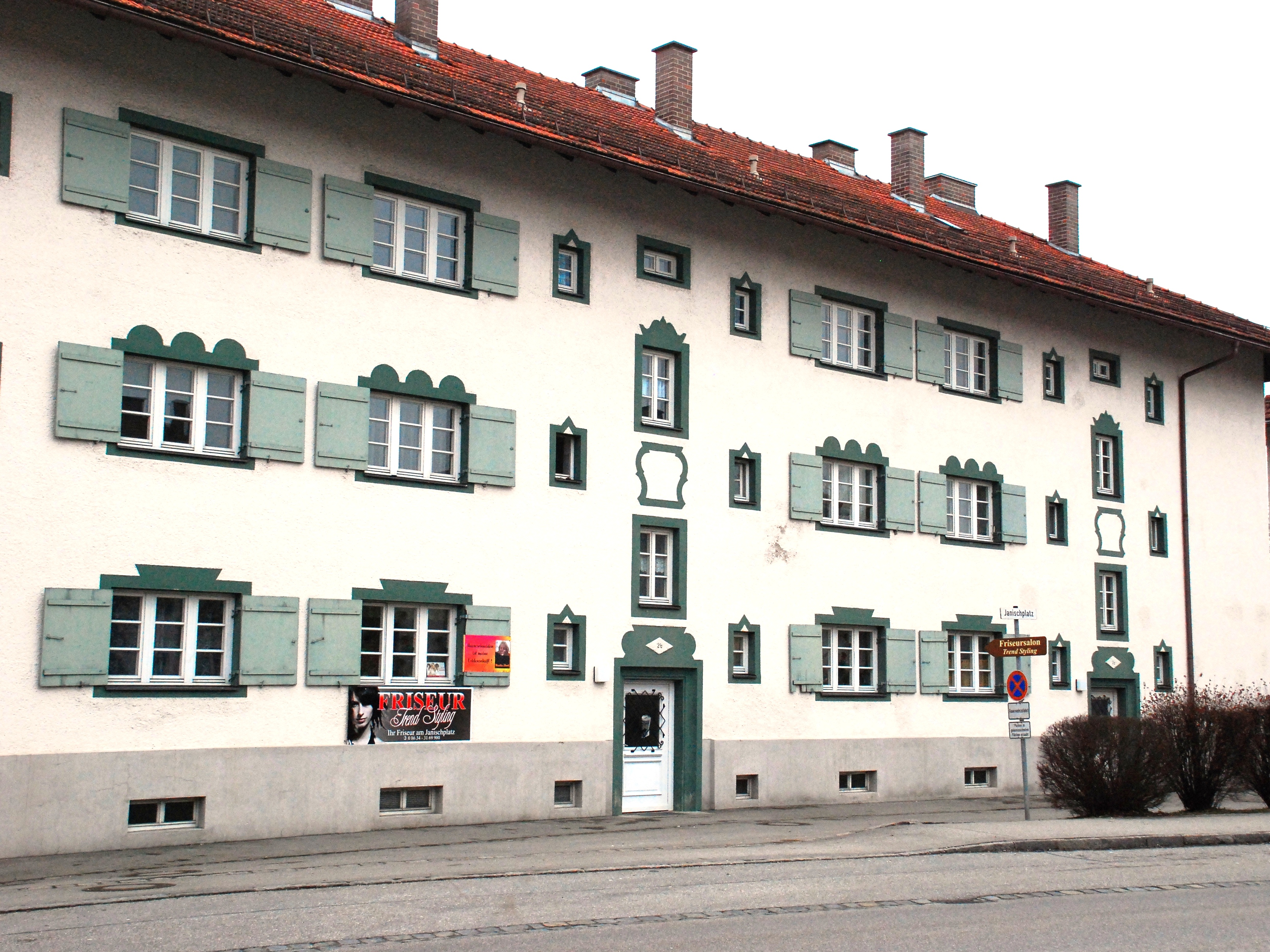
Wohngebäude in der Janischsiedlung

Die SKW-Siedlung („Janischsiedlung“) in der oberbayerischen Gemeinde Garching an der Alz im Landkreis Altötting gilt als eine der schönsten Gartenstädte Deutschlands und steht als Gesamtanlage unter Denkmalschutz.

## Beschreibung
Die Garchinger Siedlung entstand in den Jahren 1921 bis 1924 als Werkssiedlung für die Reichsstickstoffwerke, später Süddeutsche Kalkstickstoffwerke (SKW), die sich 1908 im Garchinger Ortsteil Hart und im benachbarten Unterneukirchen angesiedelt hatten. Der in der Schweiz geborene Architekt Otto Rudolf Salvisberg (1882–1940) schuf eine Mustersiedlung einer Gartenstadt.
Um einen zentralen Platz, ursprünglich nach dem jüdischen Chemiker Nikodem Caro benannt, entstand eine ringartige Bebauung mit zwei- und dreigeschossigen Wohnungsbauten und Reihenhäusern mit Flachwalmdächern. Auch ein Schulhaus am Platz und Läden für den täglichen Bedarf wurden eingeplant. Zu den Wohnbauten bzw. zu jeder Wohnung gehören Hausgärten mit Gartenhäuschen, die den Bewohnern früher als zusätzliche Versorgungsgrundlage durch Kleintierhaltung und Gemüseanbau dienten.
Während Salvisberg hinsichtlich der Struktur der Siedlung und der Wohnungsgrundrisse auf bereits in anderen Siedlungen Bewährtes zurückgriff, bediente er sich bei der äußeren Gestaltung voralpiner Gestaltungselemente wie z. B. weit auskragender Satteldächer und eines Wechsels von geputzten Wänden und Holzverschalung.
Die volksmündliche Umbenennung in „Janischsiedlung“ erfolgte ab den frühen 1990er Jahren aufgrund der Benennung des zentralen Platzes in „Janisch-Platz“. Karl Janisch war für das Bauwesen bei den Stickstoffwerken zuständig gewesen und hatte 1931 auch den Erweiterungsbau der Garchinger Schule geplant, die auch seinen Namen erhielt. Mit der Planung der „Gartenstadt Garching“ hatte er jedoch nichts zu tun.